# 김인우 (축구 선수)
김인우(1983년 3월 26일 ~ )는 대한민국의 전 축구 선수이며, 포지션은 미드필더였다.